# Albrekt Fredrik av Brandenburg-Schwedt
Albrekt Fredrik av Brandenburg-Schwedt, född 24 januari 1672 (nya stilen) i Berlin, död 21 juni 1731 på Friedrichsfeldes slott, var prins av Preussen, markgreve av Brandenburg-Schwedt, generallöjtnant i Brandenburg-Preussens armé och herremästare för Johanniterorden i Balliet Brandenburg.

## Biografi
Albrekt Fredrik var den andre sonen i kurfurst Fredrik Vilhelm av Brandenburgs andra äktenskap med Dorotea Sofia av Schleswig-Holstein-Sonderburg-Glücksburg, och från födseln titulär markgreve av Brandenburg. Hans äldre halvbror Fredrik I kom sedermera att efterträda fadern som kurfurste av Brandenburg och Dorotea Sofias äldsta son Filip Vilhelm blev ståthållare i Magdeburg. Genom Fredrik I:s kröning vid utropandet av kungariket Preussen 1701 blev Albrekt Fredrik i likhet med sina andra bröder även titulära prinsar av Preussen.
Albrekt Fredrik anmälde sig som volontär 1689 till de preussiska styrkorna under pfalziska tronföljdskriget mot Frankrike. År 1692 utsågs han till överste för ett kavalleriregemente och befordrades 14 mars 1693 till generalmajor. Han deltog i det italienska fälttåget 1694 och blev 9 mars 1695 generallöjtnant. 1696 utsågs han till herremästare av den brandenburgska Johanniterorden och blev 1701 riddare av Svarta örns orden.
Han blev i februari 1702 chef för ett infanteriregemente och deltog i spanska tronföljdskriget som befälhavare för den preussiska kåren i Nederländerna i striderna mot Frankrike. I november samma år tvingades han ta avsked till följd av sjukdom. 1706 blev han ståthållare i Hinterpommern. År 1711 övertog han godset Altfriedland, det tidigare cisterciensnunneklostret Friedlands ägor.
Albrekt Fredrik avled 1731 och begravdes i Hohenzollernkryptan i Berliner Dom. Egendomen ärvdes av sonen Karl Fredrik Albrekt av Brandenburg-Schwedt.

## Familj
Albrekt Fredrik gifte sig oktober 1703 med Maria Dorothea av Kurland, dotter till hertig Fredrik Kasimir av Kurland. Paret fick följande barn:
- Fredrik (1704–1707)
- Karl Fredrik Albrekt av Brandenburg-Schwedt (1705–1762)
- Anna Sophia Charlotte av Brandenburg-Schwedt (1706–1751), gift 1723 med hertig Vilhelm Henrik av Sachsen-Eisenach (1691–1741)
- Lovisa Vilhelmina (1709–1726)
- Fredrik av Brandenburg-Schwedt (1710–1741), preussisk officer, stupade i slaget vid Mollwitz
- Albertina av Brandenburg-Schwedt (1712–1750), gift 1733 med furst Viktor II Fredrik av Anhalt-Bernburg (1700–1765)
- Fredrik Vilhelm av Brandenburg-Schwedt (1715–1744)